# Torczycia
Torczycia (ukr. Торчиця) – wieś na Ukrainie, w obwodzie kijowskim, w rejonie białocerkiewskim.